# Alagie Sosseh
Alagie Dodou Matar Sosseh, född 21 juli 1986 i Tumba församling, är en svensk-gambisk fotbollsspelare som spelar för Syrianska Eskilstuna IF. Han är främst forward, men har även spelat vänsterback. Han har även representerat Gambias landslag.
Sosseh representerade under senare delen av 2016 och början av 2017 Hammarby Futsal. Han har därefter även spelat för Strängnäs FC och Stallarholmens SK i Svenska Futsalligan.

## Karriär
Sosseh inledde fotbollskarriären i Enskede IK och Spårvägens FF innan han 2006 gick till Hammarby IF där han första året tillhörde talanglaget Hammarby TFF i Division 2.
Inför säsongen 2007 togs Sosseh upp till A-truppen där han fick göra tre inhopp i Allsvenskan det året. Säsongen därpå spelade han sex allsvenska matcher varav fyra från start för Hammarby.
I början av 2009 gick Sosseh till Landskrona BoIS i Superettan där han blev nästintill ordinarie med 28 matcher (15 från start) och två mål i serien. Första halvan av 2010 spelade han vidare i Landskrona Bois, men under sommaren gick han till Väsby United där han gjorde tolv matcher och två mål. Under 2011 och 2012 spelade han för IK Sirius.
Sosseh började säsongen 2013 med att skriva på för AFC United. Efter flera poängtapp i seriespelet vägrade klubben att betala ut full lön till spelarna med de bästa kontrakten. Sosseh bröt då med klubben och eftersom transferfönstret var stängt så åkte han till Norge och spelade för Birkebeineren FK i norska tredjeligan.
Han gjorde där succé och skrev i augusti 2013 på för Fredrikstad FK i Adeccoligan. Övergången stoppades dock av det FIFA:s regler som säger att man inte får representera tre klubbar samma år. Kontraktet med Fredrikstad bröts därefter och Sosseh gick då till Ånge IF i Division III Mellersta Norrland eftersom transferfönstret för proffsklubbar då hade stängt.
Till säsongen 2014 skrev Sosseh på ett tvåårskontrakt med norska Mjøndalen IF. I augusti 2015 värvades han av Nest-Sotra. I december 2015 gick han till iranska Siah Jamegan.
Den 3 augusti 2016 värvades Sosseh av IK Frej, där han skrev på ett 1,5-årskontrakt. Efter säsongen 2016 lämnade han klubben. I februari 2017 värvades han av Akropolis IF. I februari 2018 värvades Sosseh av Assyriska FF. Den 5 maj 2018 gjorde Sosseh ett hattrick i en 5–4-vinst över Karlslunds IF. I juli 2018 värvades han av Syrianska FC. Efter säsongen 2018 lämnade Sosseh klubben.
I mars 2019 återvände Sosseh till Akropolis IF. I juli 2019 lämnade han klubben. Under samma månad skrev Sosseh på för turkiska Fatih Karagümrük. I januari 2020 bröt han sitt kontrakt med klubben. I mars 2020 skrev han på ett ettårskontrakt med vietnamesiska Sông Lam Nghệ An. Under andra halvan av 2020 spelade Sosseh för United IK. I mars 2021 värvades han av IFK Haninge.  Den 17 juli 2021 blev han klar för en återkomst i Södertälje-klubben Assyriska FF.
Inför säsongen 2023 gick Sosseh till division 3-klubben Segeltorps IF. Under året spelade han även för Rågsveds IF och Syrianska Eskilstuna IF.